# Еміль Бутру
Етьєн Еміль Марі Бутру (фр. Étienne Émile Marie Boutroux; 28 липня 1845, Монруж, Франція — 22 листопада 1921, Париж) — французький філософ і історик філософії. Представник спіритуалізму. Його вчення вплинуло на таких мислителів як Бергсон, Блондель, Брюнсвік, Марешаль.
У 1865 році вступив до Вищої педагогічної школи, де був учнем Ж. Лашельє, отримав ступінь агресії з філософії (1868). Два роки провів у Гейдельберзі, прослухав курс Едуарда Целлера з історії філософії.
Після повернення до Франції з 1871 року викладав філософію в ліцеї міста Кан.
У 1874 році захистив докторські дисертації: «Про випадковість законів природи» (De la contingence des lois de la nature) і «Про вічні істини у Декарта» (De veritatibus aeternis apud Cartesium).
З 1875 викладав в університеті Монпельє, з 1876 — в Нормальній школі Нансі, після — в Еколь Нормаль Сюпер'єр і з 1886 — в Сорбонні.
Член французької Академії моральних та політичних наук (1898; секція філософії, крісло 3), італійської Академії деї Лінчеї (1905), Французької академії (1912). Почесний член Угорської академії наук (1913).
Членкор Британської академії (1907), Берлінської академії наук (1908—1916).